# Peter Stark
Peter Stark (* 8. Mai 1888 in Karlsruhe; † 9. November 1932 in Frankfurt am Main) war ein deutscher Botaniker und Hochschullehrer. Sein botanisches Autorenkürzel lautet „P.Stark“.

## Leben
Peter Stark studierte von 1907 bis 1909 an der Technischen Hochschule in Karlsruhe. Anschließend studierte er von 1909 bis 1911 an der Universität Freiburg im Breisgau. 1911 promovierte Peter Stark zum Dr. phil. in Freiburg und absolvierte danach die Staatsprüfung zum akademischen Lehrer. Von 1912 bis 1913 war er Assistent bei Friedrich Oltmanns am Botanischen Institut in Freiburg.
Im Jahr 1914 studierte er bei Ludwig Jost Pflanzenphysiologie an der Universität Straßburg. Von 1915 bis 1921 war er Assistent von Wilhelm Pfeffer in Leipzig. Während des Zweiten Weltkrieges war er u. a. als Bakteriologe tätig. In Leipzig habilitierte er 1917 zum Hochschullehrer.
Nach Rückkehr nach Freiburg lehrte er als Professor von 1922 bis 1926 in der Forstwissenschaft an der Uni Freiburg. Von 1926 bis 1928 war er Professor der Botanik und Direktor des Botanischen Gartens in Breslau. Er widmete sich speziell der Paläobotanik und Palynologie.
Von 1928 bis 1932 wurde Stark Nachfolger von Direktor Martin Möbius bei der Senckenbergischen Naturforschenden Gesellschaft in Frankfurt und Direktor des Botanischen Gartens der Johann Wolfgang Goethe-Universität ebenda. Hier in Frankfurt gründete Stark die erste palynologische Abteilung Deutschlands.

## Werke
- Beiträge zur Kenntnis der eiszeitlichen Flora und Fauna Badens. Inaugural-Dissertation zur Erlangung der Doktorwürde der hohen naturwissenschaftlichen Fakultät der Albert-Ludwigs-Universität zu Freiburg i. Br. Stark, Peter: Verlag: Naumburg: Plätz, 1912.
- Stark Peter, Beiträge zur Kenntnis des Traumatotropismus. In: Jahrbücher f. wiss. Bot. Bd. 57, 1917. Verlag; Berlin : Bornträger.